# Ислам у Црној Гори
Ислам у Црној Гори се односи на сљедбенике, заједнице и вјерске институције ислама у Црној Гори. Друга је религија по броју сљедбеника у земљи, после хришћанства. Према попису из 2011. године, 118.477 муслимана Црне Горе чини 20% укупног становништва. Црногорски муслимани углавном припадају сунитској грани.

## Историјат
У 15. вијеку црногорски владар Иван Црнојевић (1465—1490) био је у рату са инфилтрирајућим Млечанима. У немогућности да одржи рат на оба фронта, Османско царство је освојило већи дио територије Црне Горе и увело ислам. Иванов трећи син Станиша Црнојевић био је први истакнути Црногорац муслиманске вјероисповијести.
Станиша Црнојевић узео је име Скендер Црнојевић и владао из престонице на Цетињу. Познат је као један од најистакнутијих муслиманских администратора у сјеверним крајевима Османског царства словенског порекла за време владавине султана Селима I. Познато је да је Црнојевић командовао војском од око 3000 Акинџија, а такође је одржавао преписку са суседним савременицима као што је Гази Хусрев-бег.
Муслимани Црне Горе су углавном Бошњаци и Албанци по националности, али се неки изјашњавају и као етнички Муслимани и Црногорци. Присталице ислама у Црној Гори највише се налазе у региону Санџака у Црној Гори и Улцињу, Бару и Подгорици. Бошњаци имају слично етничко порекло са етничким муслиманима, али се разликују по идеологији којој националности припадају. У Црној Гори је основано 13 савјета Исламске заједнице: Подгорица, Тузи, Диноша, Бар, Улцињ, Пљевља, Бијело Поље, Беране, Петњица, Рожаје, Плав и Гусиње.

## Демографија
Према попису из 2011. године, у Црној Гори има 118.477 присталица ислама.
Етнички састав муслимана (присташа ислама) у Црној Гори:
- 53.453 Бошњака
- 22.267 Албанаца
- 20.270 Муслимана (посебна етничка група)
- 12.758 Црногораца
- 5.034 Рома
- 2.003 Египћана (посебна етничка група)
- 256 Муслимана/Црногораца
- 195 Горанаца
- 183 Муслимана/Бошњака
- 181 Бошњак/Муслиман
- 172 Црногораца/Муслимана
- 169 Бошњака
- 101 Турчин
- осталих (испод 100 чланова по заједници) и етнички недекларисаних

### Географска распрострањеност
Постоје велике регионалне разлике у распрострањености муслиманског становништва. Општина Рожаје је, на пример, готово искључиво насељена следбеницима ислама, док у општини Плужине нема муслимана.
| Општина     | Становништво (попис из 2011) | Муслимани (%) |
| ----------- | ---------------------------- | ------------- |
| Рожаје      | 22.964                       | 94,95         |
| Плав        | 13.108                       | 76,64         |
| Улцињ       | 19.921                       | 71,82         |
| Бијело Поље | 46.051                       | 46,18         |
| Бар         | 42.048                       | 30,14         |
| Беране      | 33.970                       | 27,97         |
| Пљевља      | 30.786                       | 16,37         |
| Подгорица   | 185.937                      | 11,23         |
| Тиват       | 14.031                       | 5,10          |
| Будва       | 19.218                       | 3,40          |
| Херцег Нови | 30.864                       | 2,01          |
| Котор       | 22.601                       | 1,66          |
| Даниловград | 18.472                       | 1,41          |
| Никшић      | 72.443                       | 1,39          |
| Цетиње      | 16.657                       | 0,76          |
| Шавик       | 2.070                        | 0,58          |
| Колањин     | 8.380                        | 0,55          |
| Мојковац    | 8.622                        | 0,29          |
| Андријевица | 5.071                        | 0,16          |
| Жабљак      | 3.569                        | 0,14          |
| Плужине     | 3.246                        | 0,00          |
| Црна Гора   | 620.029                      | 19,11%        |

## Галерија
- Џамија Султана Мурата II у Рожајама
- Кучанска џамија у Рожајама
- Хусеин-пашина џамија у Пљевљима
- Морнарскa џамија у Улцињу